# Lambertus Lingeman

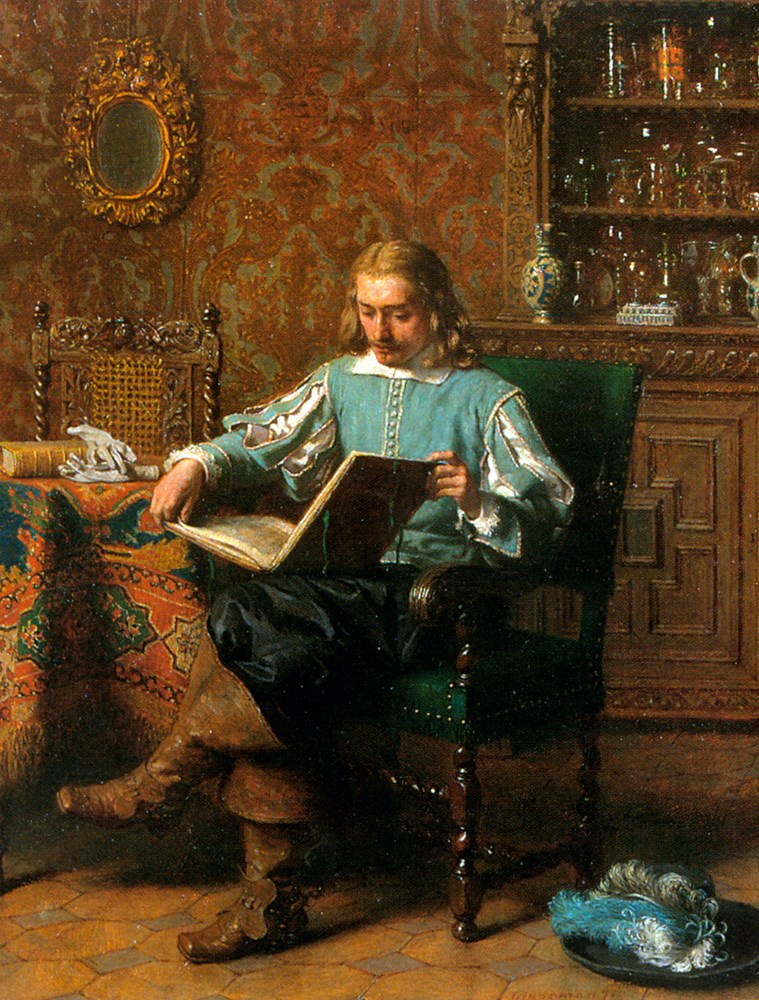
Lesender Kavallerist in einem Interieur aus dem 17. Jahrhundert

Lambertus Lingeman (* 26. April 1829 in Amsterdam; † 10. Oktober 1894 in Abcoude-Baambrugge in der Gemeinde De  Ronde Venen) war ein niederländischer Genremaler.
Er war Schüler von Petrus Franciscus Greive; 1852 wurde er Mitglied der Rijksakademie van beeldende kunsten in Amsterdam und 1853 Mitglied von „Arti et Amicitiae“. Von 1860 bis 1869 war er Schatzmeister und von 1873 bis 1874 Vorsitzender von „Arti et Amicitiae“.
Er lebte und arbeitete in Amsterdam, Baarn ca. 1875–1882, Hilversum bis 1886, dann in Abcoude-Baambrugge.
Er malte hauptsächlich Genreszenen (meistens Szenen aus dem 17. Jahrhundert).
Er nahm von 1852 bis 1892 an den Ausstellungen in Amsterdam und Den Haag teil und 1876 auf der Weltausstellung in Philadelphia.
Lambertus Lingeman war Ritter des Ordens des niederländischen Löwen.